# Waschbärmantel

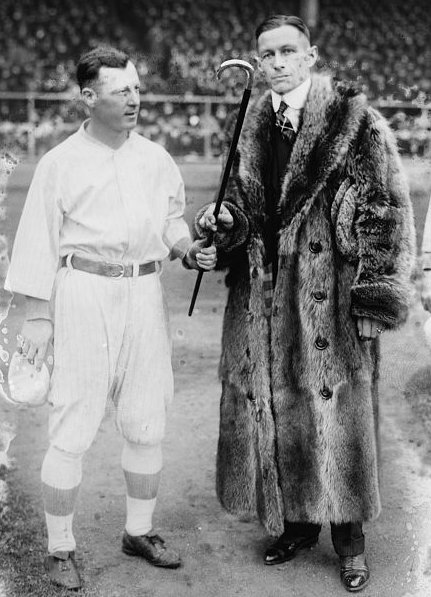
Waschbär-Herrenmantel
(USA, etwa 1915/1920)

Der Waschbärmantel, aus den Waschbärfellen gearbeitet, hatte in der Mode zu verschiedenen Zeiten eine erhebliche Konjunktur. Eine besondere Aufmerksamkeit fand er als jugendlicher Männerpelz unter den amerikanischen Studenten der 1920er/1930er Jahre.

## Geschichte
Der Waschbär ist ein ursprünglich wesentlich nur in Nordamerika heimisches Tier. Die ersten Waschbärfelle können daher frühestens im 16. Jahrhundert nach Europa und Asien gelangt sein. Den Hauptteil der Exporte aus dem neu entdeckten Kontinent bildeten anfangs jedoch Biberfelle, Otterfelle und Felle des sogenannten Amerikanischen Zobels. Im Jahr 1763 waren es dann rund 39.000 Waschbärfelle, damals im Handel noch als „Schuppen“ bezeichnet, die laut einer Einfuhrstatistik in das Londoner Pelzhandelsviertel Garlick Hill ausgeführt wurden.
1801 wurden als Nutzung der Waschbärfelle Husarenmützen und Muffe genannt, „die Schwänze trägt man um den Hals“. Die erste Verwendung größerer Fellmengen erfolgte in Europa, vor allem für Besätze. Eine wesentliche Akzeptanz des Waschbärpelzes bestand im Ursprungskontinent Nordamerika erst später, als die Mantelmode mit dem Pelz nach außen aufkam. Dann wurde allerdings der größte Teil im Land selbst verbraucht. Im Jahr 1864 hieß es noch: „Schuppenfelle bilden unter dem Pelzwerk einen Hauptartikel, der besonders in großen Quantitäten nach Rußland verkauft wird; dort sowie auch in Deutschland trägt man davon die allgemein bekannten und beliebten Reisepelze (Schuppenpelze)“. Zirka 1895 kamen etwa 750.000 Felle auf den amerikanischen Markt, von denen zwei Drittel nach Leipzig gingen, um von dort aus weiter nach Russland exportiert zu werden, wo dann Pelzfutter für Herrenmäntel daraus gearbeitet wurden. Wohlhabende russische Kaufleute, höhere Beamte und der Landadel trugen mit Vorliebe den mit einem grünen Überzug versehenen Waschbärpelz. Sein Preis lag mit zwischen 300 und 400 Rubel verhältnismäßig hoch, so dass der Erwerb schon ein gehobenes Einkommen voraussetzte.
Um 1900 wurde begonnen, Pelze in der westlichen Mode mit dem Haar nach außen zu tragen, bereits aus dem Jahr 1898 ist ein Foto mit einem Herrn im Waschbär-Kurzmantel auf einem motorbetriebenen Dreirad erhalten. Unter den langhaarigen Fellsorten gehört der Waschbär zu den haltbarsten Pelzarten. Das deshalb für Fahr- und Autopelze am besten geeignete Langhaarfell war auch mit Abstand die dafür hauptsächlich verwendete Pelzart.
Die Nachfrage nach dem Waschbärmantel ging in dem Maß zurück, in dem das Interesse für langhaarige, auftragende Pelze abnahm. Obwohl der Waschbär in Europa als ursprünglich hier nicht heimisches Tier in erheblichem Umfang bejagt wird, findet inzwischen so gut wie keine Nutzung der Felle mehr statt. Waschbärmäntel werden wohl nicht mehr angeboten.

## Waschbär-Herrenpelz
Das Waschbärfell ist im Gegensatz zu vielen anderen langhaarigen Pelzen besonders strapazierfähig. Vielleicht spielt es auch deshalb von Zeit zu Zeit gerade in der Herrenmode eine Rolle. Mit dem Reisepelz und seinem Nachfolger, dem Autopelz gelangte, vor allem beim Männermantel, das Haar erstmals in Gänze nach außen. Mit der Beheizung der Eisenbahnen verlor der Waschbärpelz erst einmal seine Bedeutung.
Das Reisen mit der Kutsche oder dem Schlitten bedingte bei entsprechender Kälte schon immer eine besonders wärmende Kleidung. Das traf auch auf die Wintergarderobe für die ersten Automobile zu, die im Grunde noch nichts anderes waren als motorisierte Kutschen. Ein besonders geeignetes Material sind langhaarige Pelzfelle, die ein kräftiges, wärmehaltendes Luftpolster bilden. Fell wurde zu diesem Zweck vornehmlich als Pelzfutter für Tuchmäntel, lange Tuchjacken und für mit Tuch abgefütterten Pelzdecken genutzt.
Auf der Weltausstellung in Wien 1873 sah man neben zahlreichen anderen Pelzen auch Waschbärpelze:
- aus Wien von M. F. Neumann den Overall eines Nordpolfahrers aus Waschbärfell, mit „einer Kaputze bis über die Schulter reichend, vorn im Gesicht mit einer Maske verbunden und sind in derselben Augengläser eingesetzt und eine Mundöffnung“. Die Firma hatte die österreichische Nordpolexpedition mit ähnlichen Anzügen und Schlafsäcken ausgestattet. Die Ähnlichkeit zwischen manchen Reisepelzen und den Pelzen der Polarforscher ist auffallend, deren Mächtigkeit wurde zumindest von einigen der damals bei Ausstellungen gezeigten Reisepelze erreicht, wenn nicht übertroffen.
- von J. Weinhard aus Haid in Böhmen einen Reisepelz aus auf Mantellänge ausgelassenem Waschbärfell.
- von E. Rzywnatz aus Prag kam ein ebenso gearbeiteter, fellgefütterter Waschbär-Reisepelz, jedoch zusätzlich mit Lederstreifen galoniert und daher nur aus dreißig Fellen bestehend.[9]

Während bei den Kutschenpelzen noch zwischen den manchmal livreeartigen Kutscherpelzen der Fahrer und den Kutschenpelzen der Fahrgäste unterschieden wurde, fand beim Autopelz diese Differenzierung offenbar nicht mehr statt, zumindest nicht in den Angeboten der Pelzfabrikanten. Fahrer und Beifahrer trugen gleichartige Pelze.  Als um 1910 insbesondere die geringwertigeren aber leichteren Sorten in Kanada und im Westen der USA noch zu Herrenpelzen gearbeitet wurden, hatte in Europa zu der Zeit die Verwendung zu Reisepelzen „längst aufgehört“. Hier wurden sie meist nur noch, skunksfarbig gefärbt oder naturbelassen, zu Pelzstolen, Muffen und Ähnlichem verarbeitet. Nachdem der Waschbär ein Edelpelz geworden war, wurde „manch alter Reisepelz, der seit dreißig Jahren gute Dienste geleistet hatte und noch ziemlich gut erhalten“ aussah, „auf Besätze umgearbeitet oder eingefärbt und dann wieder verarbeitet, vorausgesetzt, dass sich das Leder noch als geeignet“ erwies. Im Jahr 1937 wurde der Waschbär als Fahrpelz für Deutschland noch einmal erwähnt, seine Verwendung „hat aufgehört, seitdem infolge der Bevorzugung des Felles durch die Amerikaner die Preise so anzogen, daß sie bei uns für den genannten Zweck zu hoch sind“.
Nach der Erfindung des Kraftfahrzeugs entstand aus der Mode der langhaarigen Männerpelze der Waschbärpelz neu als „Automobilistenmantel“, „als unfehlbar wasserdichtes Chauffeurkleid und wegen seiner praktischen Färbung“. Der Autopelz stach in einer Epoche heraus, in der die Damenmode sich in ihrem Umfang bis zur Bleistiftlinie hin reduzierte. Die Automobilistenpelze waren anfangs bodenlang und wurden auch von Frauen getragen. Ein großes amerikanisches Pelzkonfektionsunternehmen bot seine Autopelze im Jahr 1908 in einer Länge von 122 bis 127 Zentimeter an, von anderen Firmen gab es daneben die praktischere Paletotlänge. Die Firma Revillon Frères zeigte auf der Weltausstellung Paris 1900 einen Automobilpaletot, für den 48 Waschbärfelle und ein Biberfell für den Kragen verarbeitet wurden.
Collegestudenten entdeckten ihn für sich in den 1920/30er Jahren in den USA; als Waschbär-Kurzmantel galt er als Statussymbol (raccoon-coat-collegiate fashion). Auch in den amerikanischen Footballstadien waren um 1936 „Galaxien von Waschbärmänteln, getragen von beiderlei Geschlecht“, zu sehen. Der Mantel, in dem die Studenten mit den ersten Automobilen umherfuhren, galt als Statussymbol; „der Riesenmantel aus ‚raccoon‘, der die Botschaft »Angehörigkeit zu einem berühmten College« enthalten hatte, war nun in den allgemeinen Gebrauch getreten, in der »strengen Winterversion« der sportlichen Oberbekleidung“. In den geräumigen Taschen der oversized geschnittenen Männermäntel befanden sich oft ein oder zwei Flachmänner, so dass der Waschbärmantel das Objekt vieler Witze und Karikaturen wurde und damit in die Geschichte der amerikanischen Prohibition einging. Er wurde in Liedern besungen und von Robert W. Service als „hundred Dollar coon coat“ bedichtet.
Nach ihm endete weitgehend für einige Zeit eine Modeepoche langhaariger Männerpelze überhaupt. Die Bahngesellschaften führten Salonwagen ein, die Autos bekamen ein schützendes Dach, es bestand für das Tragen der extrem warmen Autopelze keine Notwendigkeit mehr. Sie wurden unter anderem durch, teils pelzgefütterte, Ledermäntel und -jacken ersetzt. In den 1950er Jahren erlebte der Waschbärmantel für Männer in den USA eine kurze Renaissance, zusammen mit wiederverwendeten Vintage-Waschbärpelzen der 1920/30er Jahre.
Nach dem Zweiten Weltkrieg war der Mantel aus Waschbärfell für beide Geschlechter allgemein verbreitet. General Mac Arthur, Kommandant der 42. amerikanischen Division, hat ihn, doppelreihig mit großen Hornknöpfen, auf einem seiner bekanntesten Fotos getragen. Seine letzte Konjunktur hatte der Waschbär als Männermantel um die 1970er Jahre, als er vor allem in Eissportstadien und in Wintersportorten getragen wurde.

Herren
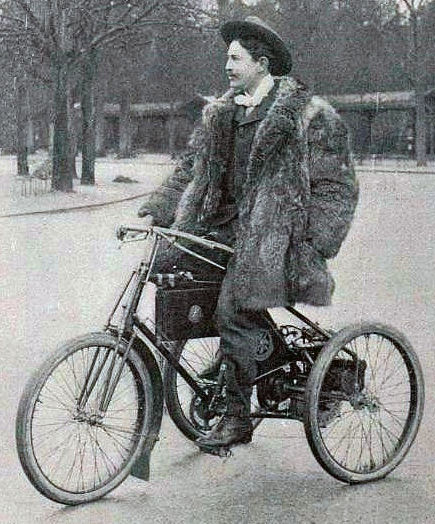
Henri Fournier (Frankreich, 1898)
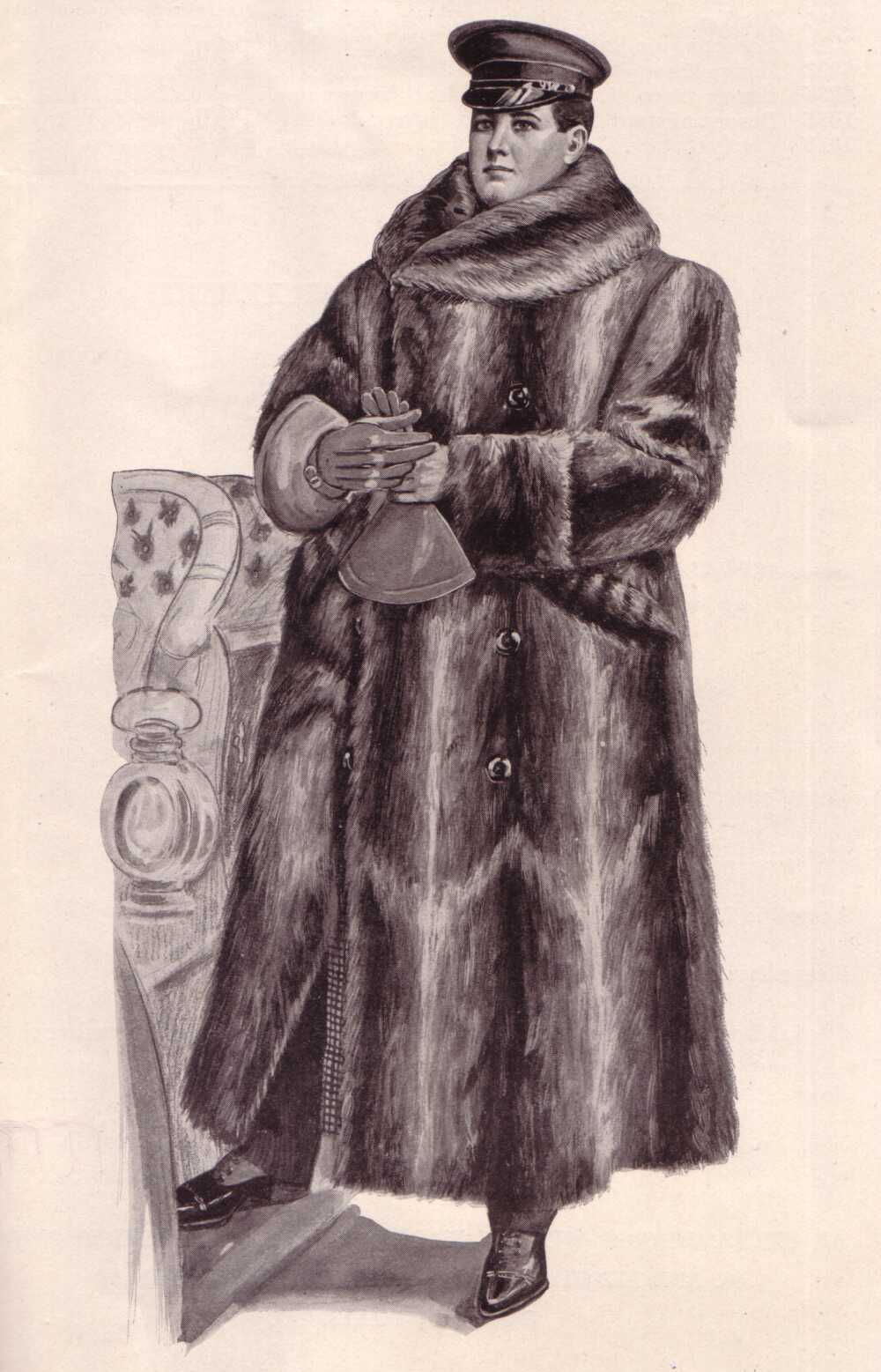
Waschbär-Fahrerpelz (USA, 1906)
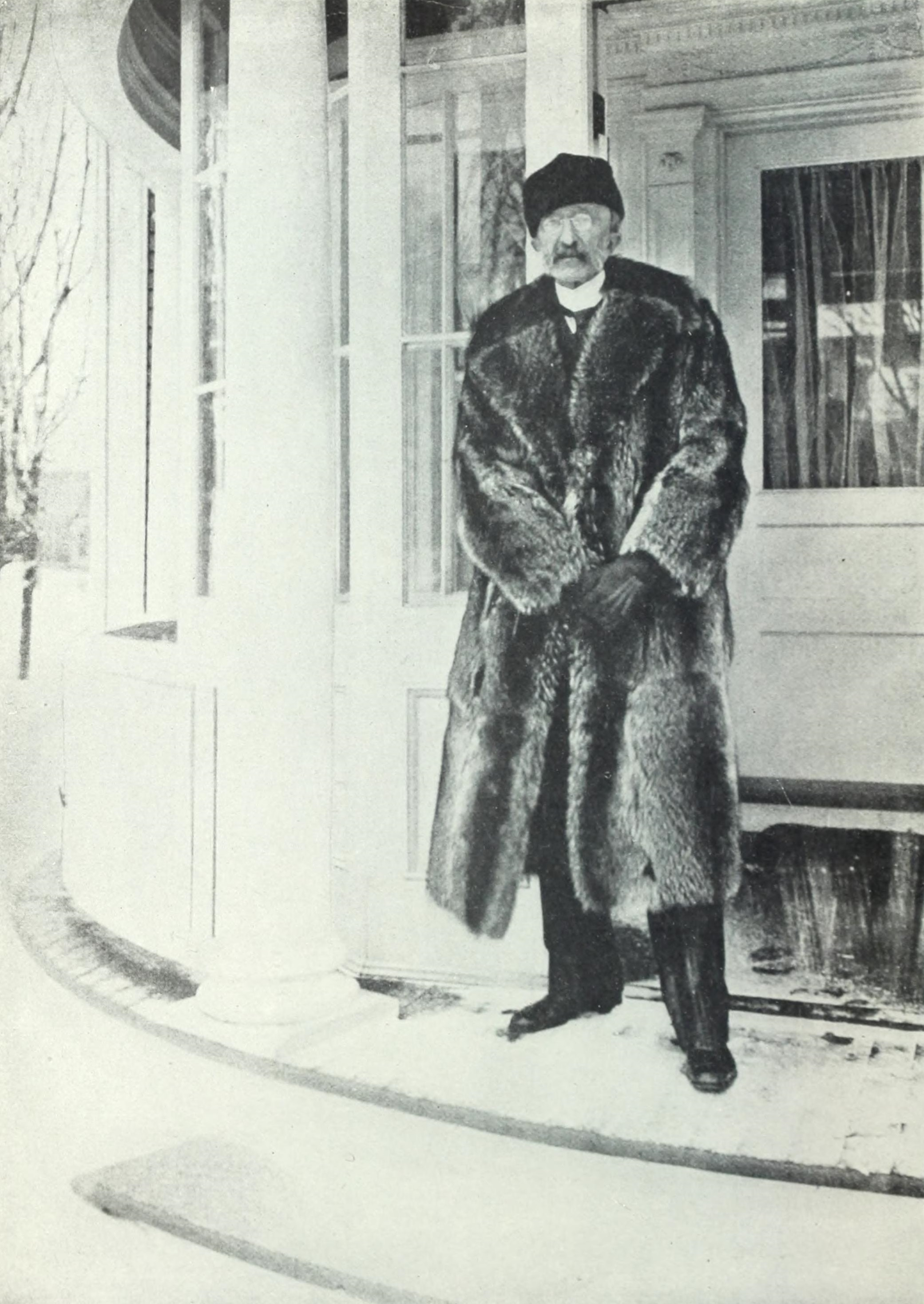
Physiker Edward Livingston Trudeau (USA, vor 1911)
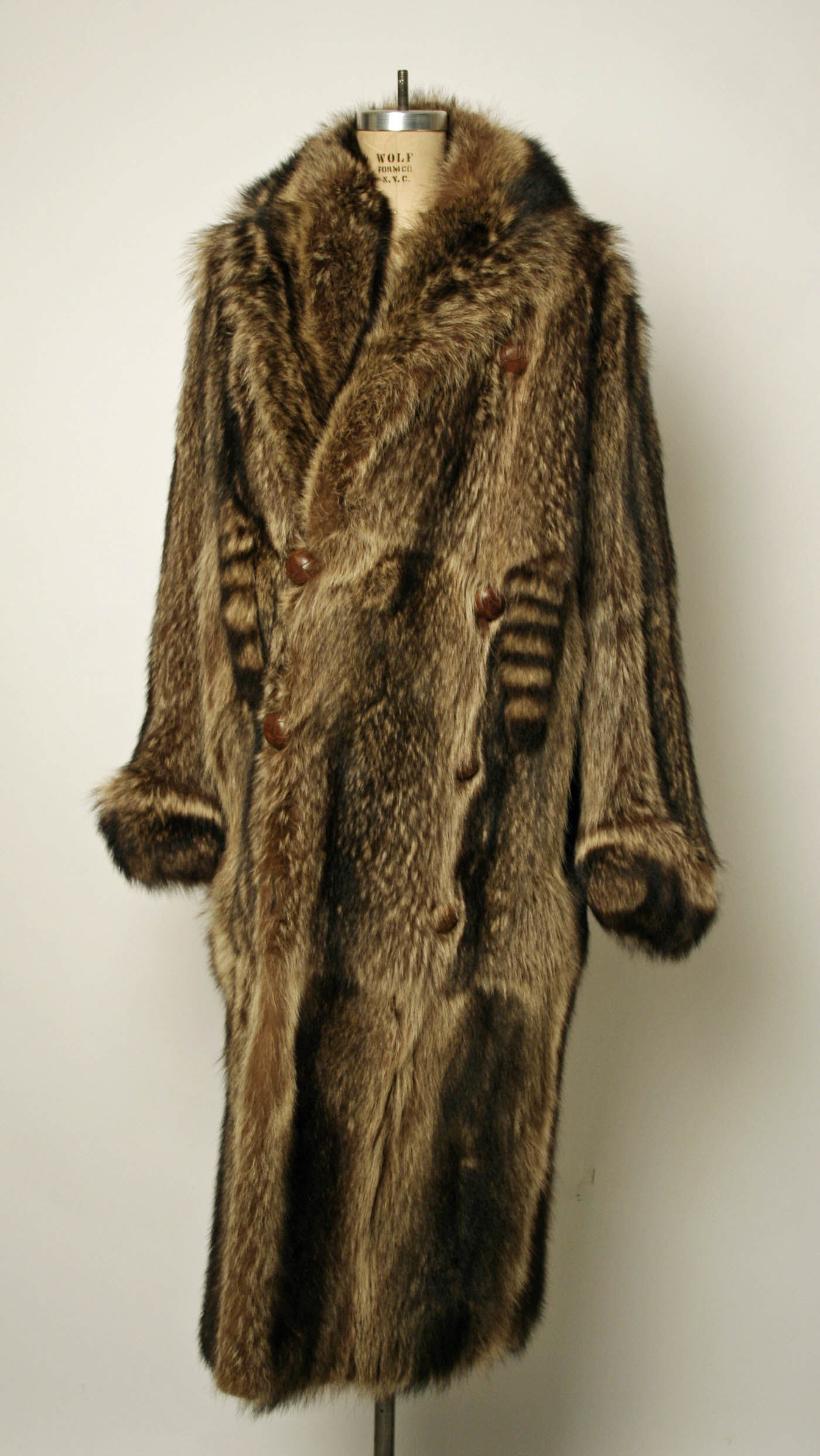
(Metropolitan Museum of Art, etwa 1931)
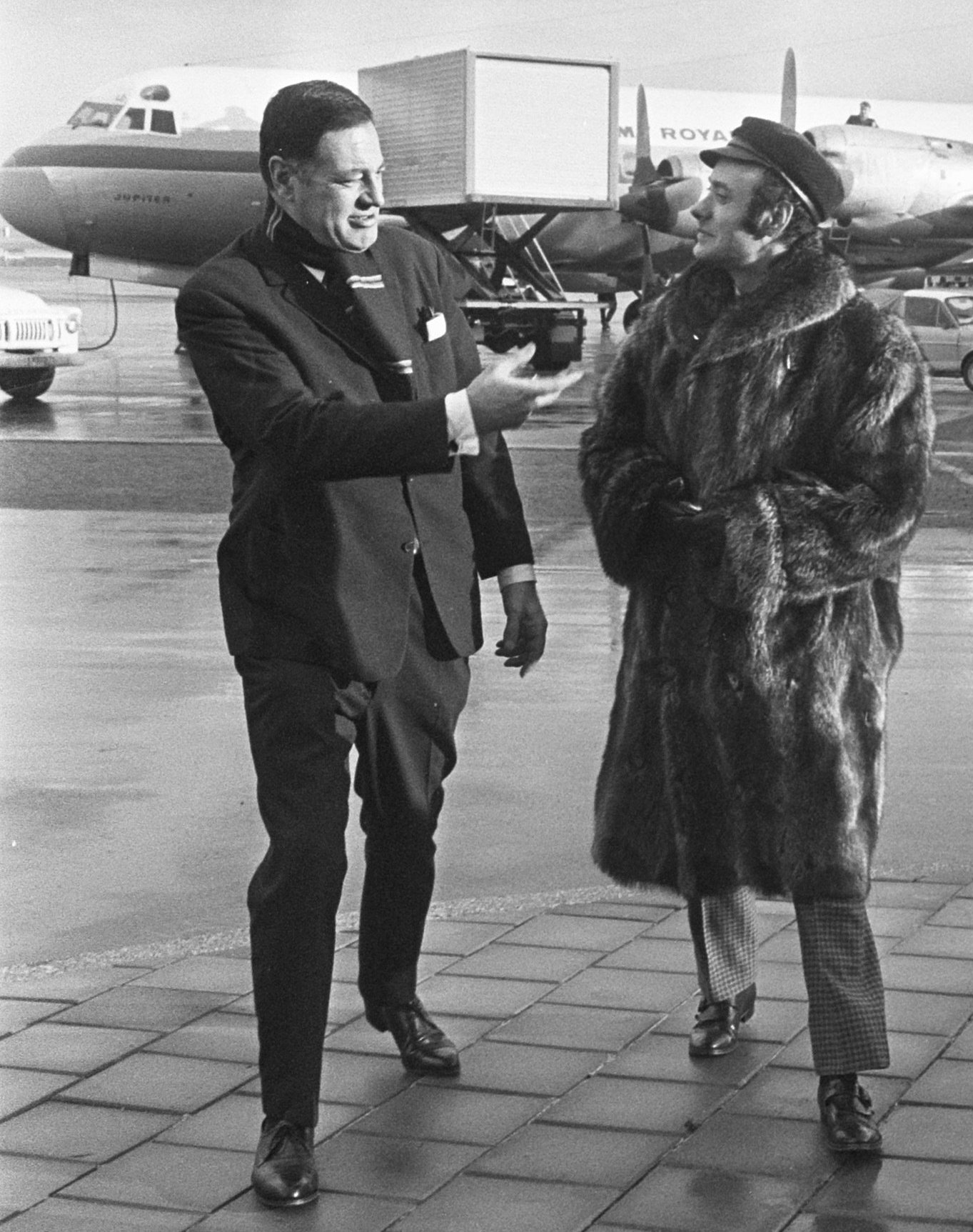
Schauspieler Victor Spinetti (Großbritannien, 1976)
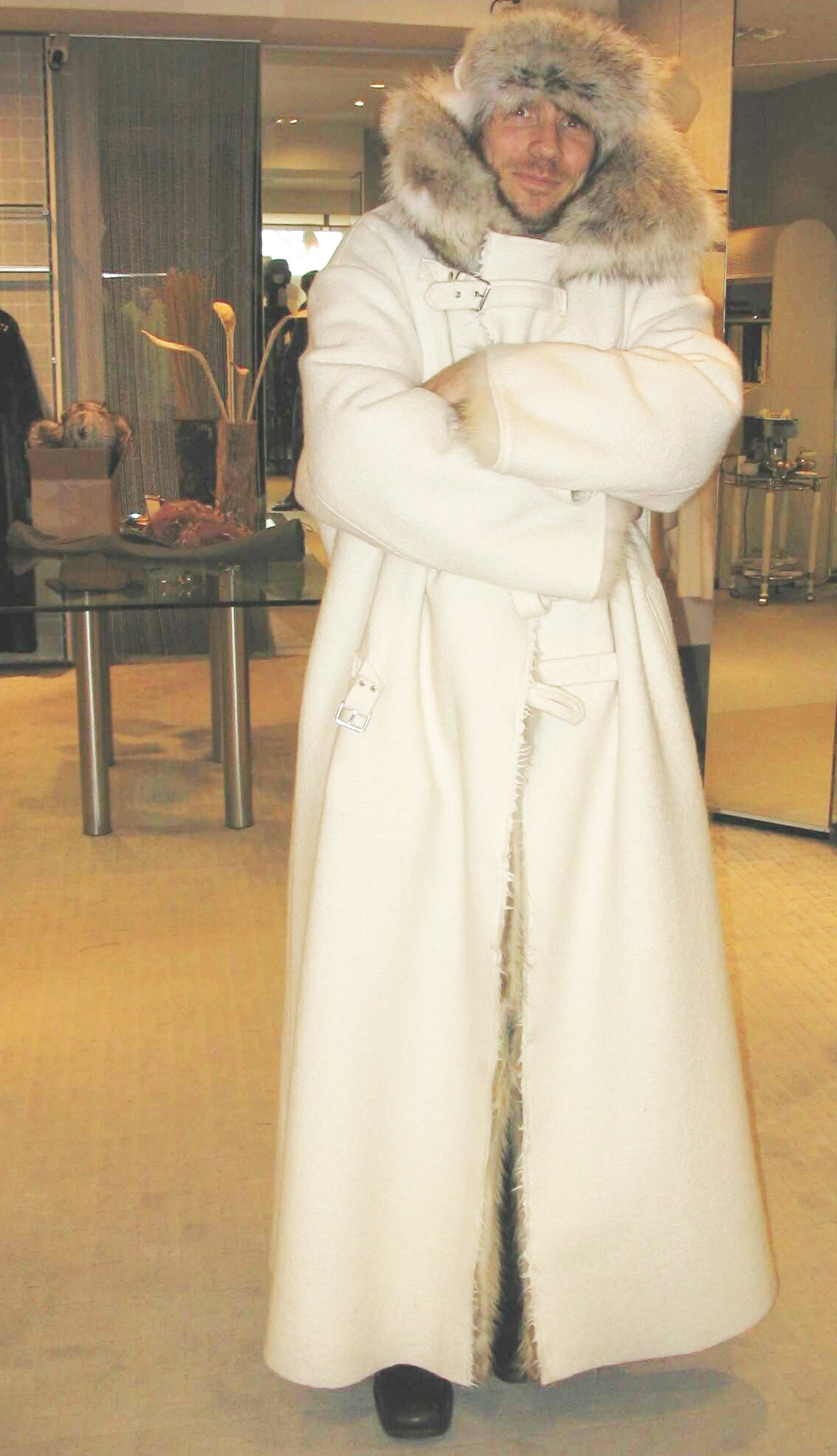
Gebleichter Waschbär, wendbar (Deutschland, 2005)

## Waschbär-Damenpelz
Immer wenn die Mode seit dem 20. Jahrhundert Langhaarpelze begünstigte, wurden in unterschiedlichem Ausmaß auch Waschbär-Damenmäntel gearbeitet. Etwa seit den 1920er Jahren entstanden mit den Automobilmänteln die ersten Waschbärmäntel für Frauen. Jede Dame, die es sich leisten konnte, zählte angeblich zu ihrer Wintergarderobe einen Waschbär, den sie ausschließlich auf Reisen trug.
So richtig in Mode kam der Waschbär als Damenpelz nach dem Zweiten Weltkrieg. Damit die Mäntel eleganter aussehen, wurden die Felle generell zu schmalen Streifen ausgelassen. Bereits 1951 hieß es, der Waschbär „wurde damit zum gediegenen Damenpelz“, Dank moderner Veredlungstechniken war es inzwischen gelungen auch die weniger reinfarbenen, rötlich-braunen Felle farblich zu verbessern oder auf aktuelle Modefarben umzufärben. Der Waschbärmantel befand sich in der mittleren Preislage der Pelze und war für die meisten Frauen in der Bundesrepublik erschwinglich, man konnte ihn jetzt zu jeder Gelegenheit tragen. In der devisenknappen DDR spielte das Waschbärfell als Importware in der Mode keine Rolle, wenn auch die westdeutschen Konzerne ihre Pelzkonfektion preisgünstig dort arbeiten ließen.
Der gut warmhaltende Waschbärpelz wurde offenbar nur in Ländern mit entsprechend kühler Witterung angeboten. Im Fellarten-Glossar „Damen in Pelz 1900–1940“ einer italienischen Modejournalistin wird der Waschbär nicht einmal erwähnt. In südlicheren Regionen waren Mäntel aus den verschiedenen Fuchsarten weitaus attraktiver als das graubraune, weniger weiche Waschbärfell, zumindest in seiner natürlichen Färbung.

Damen
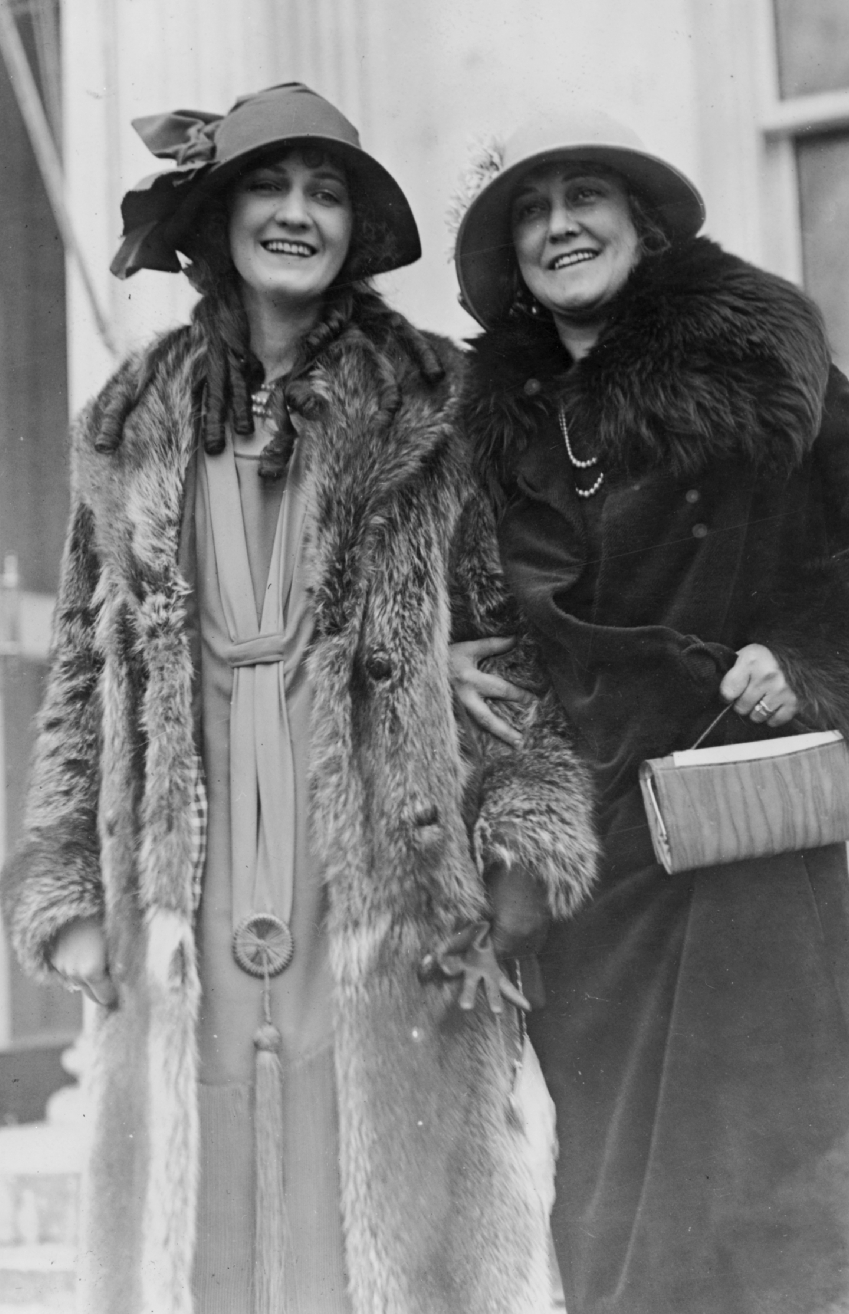
Miss America 1924 und Mutter
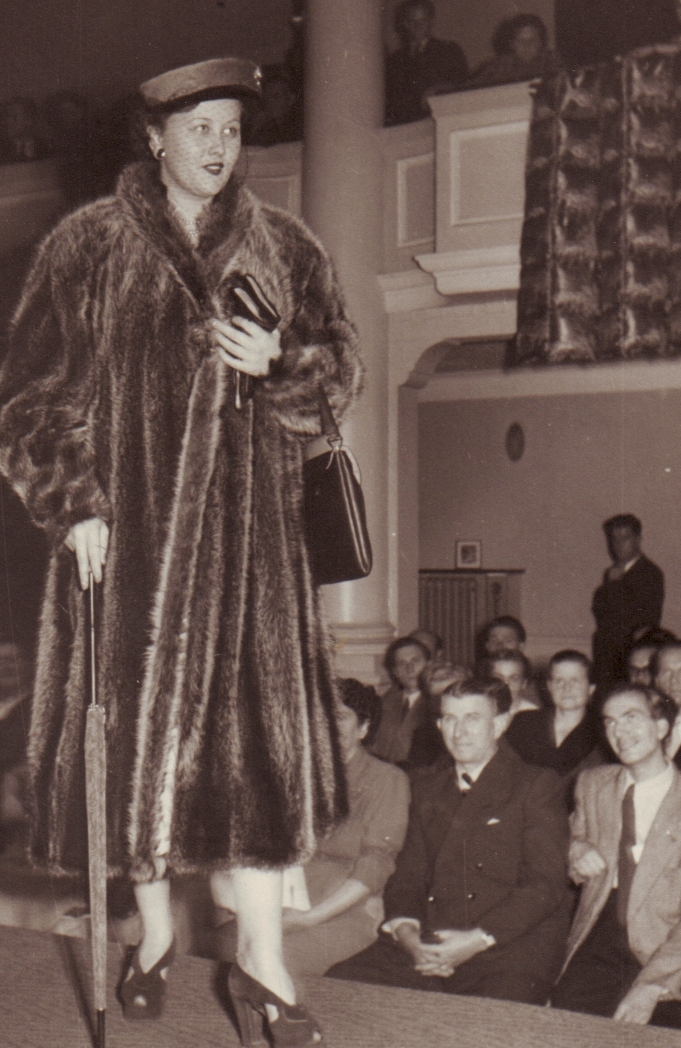
Ausgelassen gearbeiteter Waschbärmantel (Recklinghausen, etwa 1952)
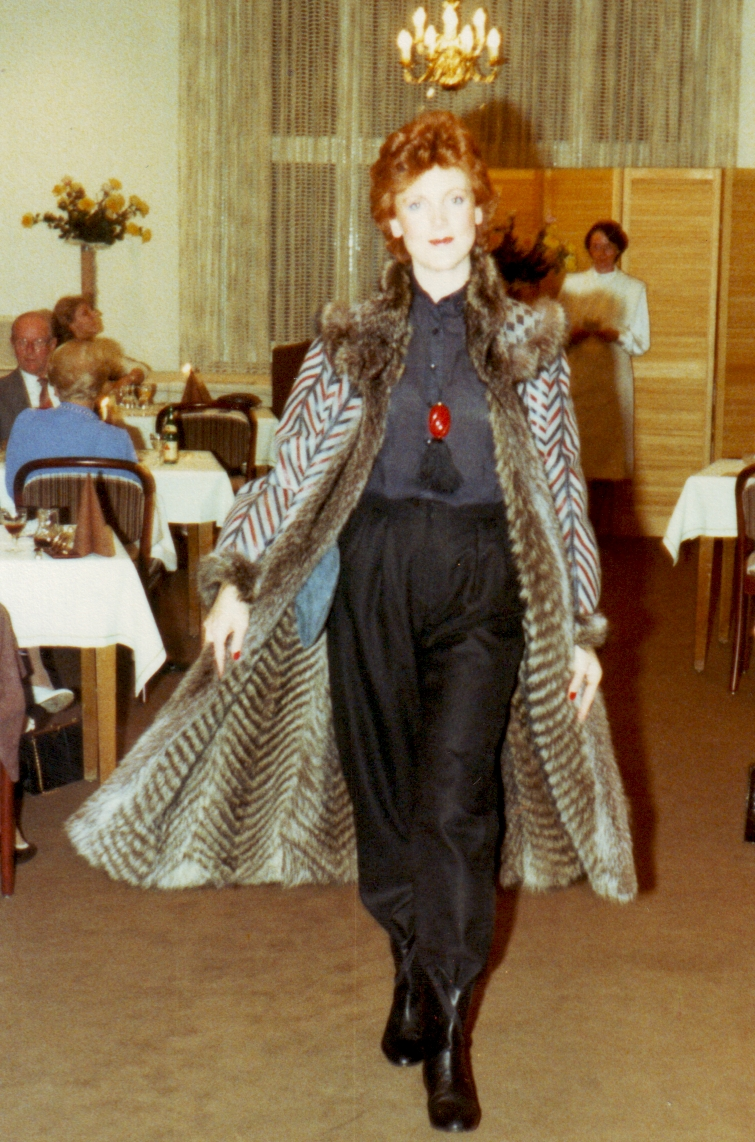
Waschbär-Wendemantel, galoniert (Recklinghausen, 1983)
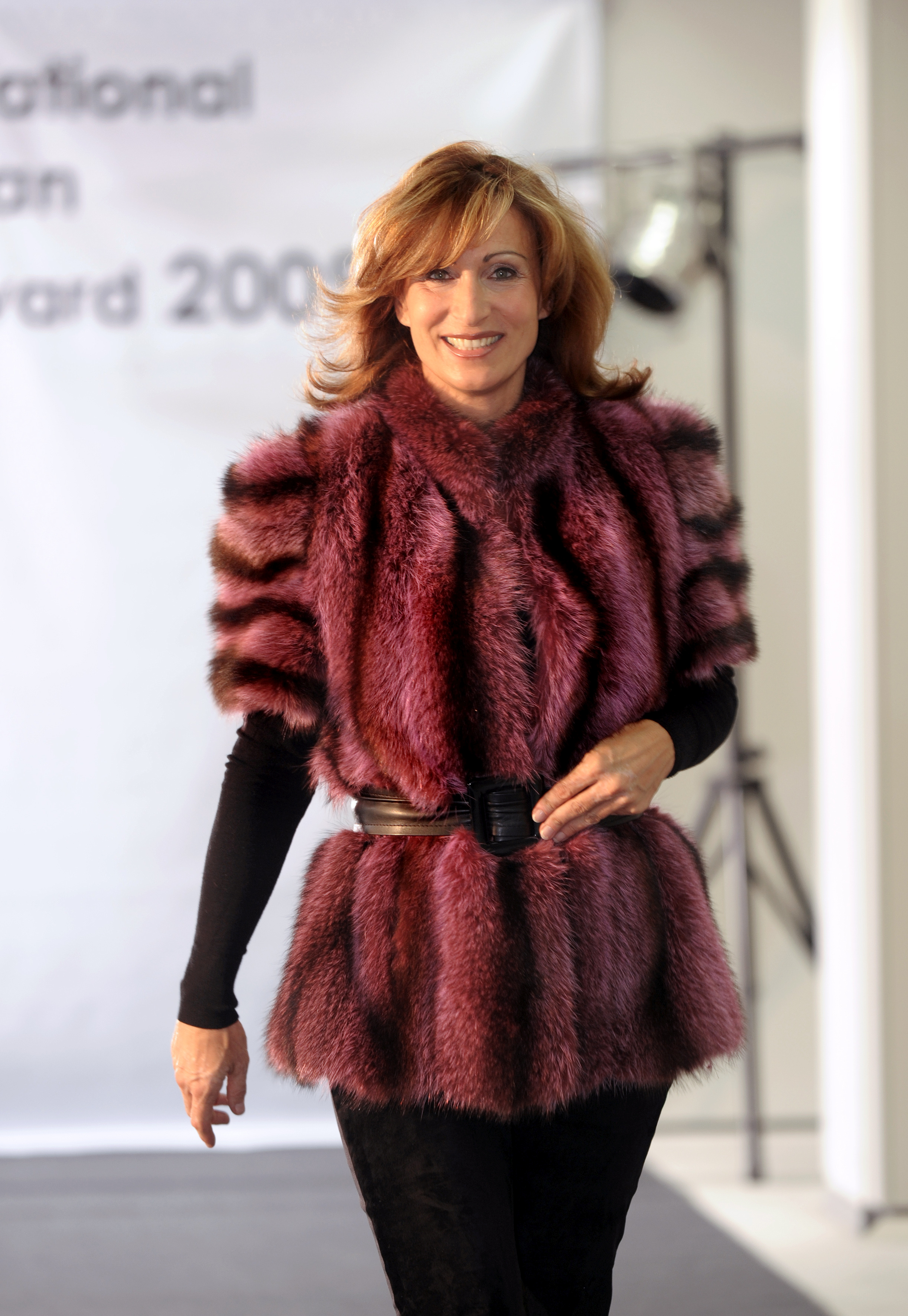
Waschbär-Kurzmantel, gefärbt (Deutschland, 2009)